# Arthur Upfield
Œuvres principales
- La série Inspecteur Napoléon "Bony" Bonaparte

Arthur William Upfield est un écrivain anglo-australien né en 1890 à Gosport dans la région du Hampshire, en Angleterre. Il passe la plus grande partie de sa vie en Australie où il est mort en 1964. Célèbre pour ses romans policiers qui mettent en scène un détective de mère aborigène et de père européen, l'inspecteur Napoléon Bonaparte, et qui explorent les paysages sauvages de l'intérieur australien, il est considéré comme le pionnier du polar ethnologique.

## Biographie

### Les années de formation
Upfield naît le 1er septembre 1890 à Gosport (Angleterre) où son père est drapier.  En 1910, ayant échoué à l'examen pour devenir agent immobilier, Upfield part pour l'Australie à l'instigation de son père. Pendant une dizaine d'années, il sillonne l'intérieur du pays en changeant très souvent d'emploi. Il se familiarise avec la culture aborigène, qui servira de toile de fond à ses romans. 
Lorsqu'éclate la Première Guerre mondiale, Upfield s'engage dans les forces armées australiennes le 23 août 1914. Il prend le bateau à Brisbane le 24 septembre 1914 pour rallier Melbourne où il séjourne quelques semaines dans un camp avant de s'embarquer pour l'Égypte.
Pour un article plus général, voir Corps d'armée australien et néo-zélandais.
Il participe aux combats dans les Dardanelles et en France. En 1915, en Égypte, il épouse Ann Douglass, une infirmière australienne. Il quitte l'armée le 15 octobre 1919 et devint secrétaire particulier d'un officier.

### Les débuts littéraires
En 1921, il retourne en Australie avec son épouse et leur fils. Il reprend une existence itinérante de trappeur et de mineur dans l'intérieur de l'Australie, tout en songeant à une carrière littéraire. Engagé comme cuisinier dans une bourgade perdue de la Nouvelle-Galles du Sud, il écrit des romans qui passent inaperçus et il doit attendre la publication de The Barakee Mystery, en 1929, pour connaître enfin le succès avec le personnage de l'inspecteur de police Napoléon Bonaparte.  
Selon la biographie d'Upfield, publiée par sa compagne après la mort du romancier, ce héros récurrent serait inspiré d'une personne réelle, un pisteur nommé Léon Wood dont Upfield aurait croisé la route au cours de ses pérégrinations.  Ce Wood, un métis, aurait été rattaché en tant que pisteur à la police du Queensland. Il semble pourtant que la réalité soit un peu différente et que le personnage de Bony soit la synthèse de plusieurs aborigènes fréquentés par Upfield, notamment un autre pisteur métis nommé Leon Tracker. Les romans qui mettent en scène l'inspecteur Bonaparte ou Bony connaissent beaucoup plus de succès que les autres écrits d'Upfield.

### Les meurtres de Murchison

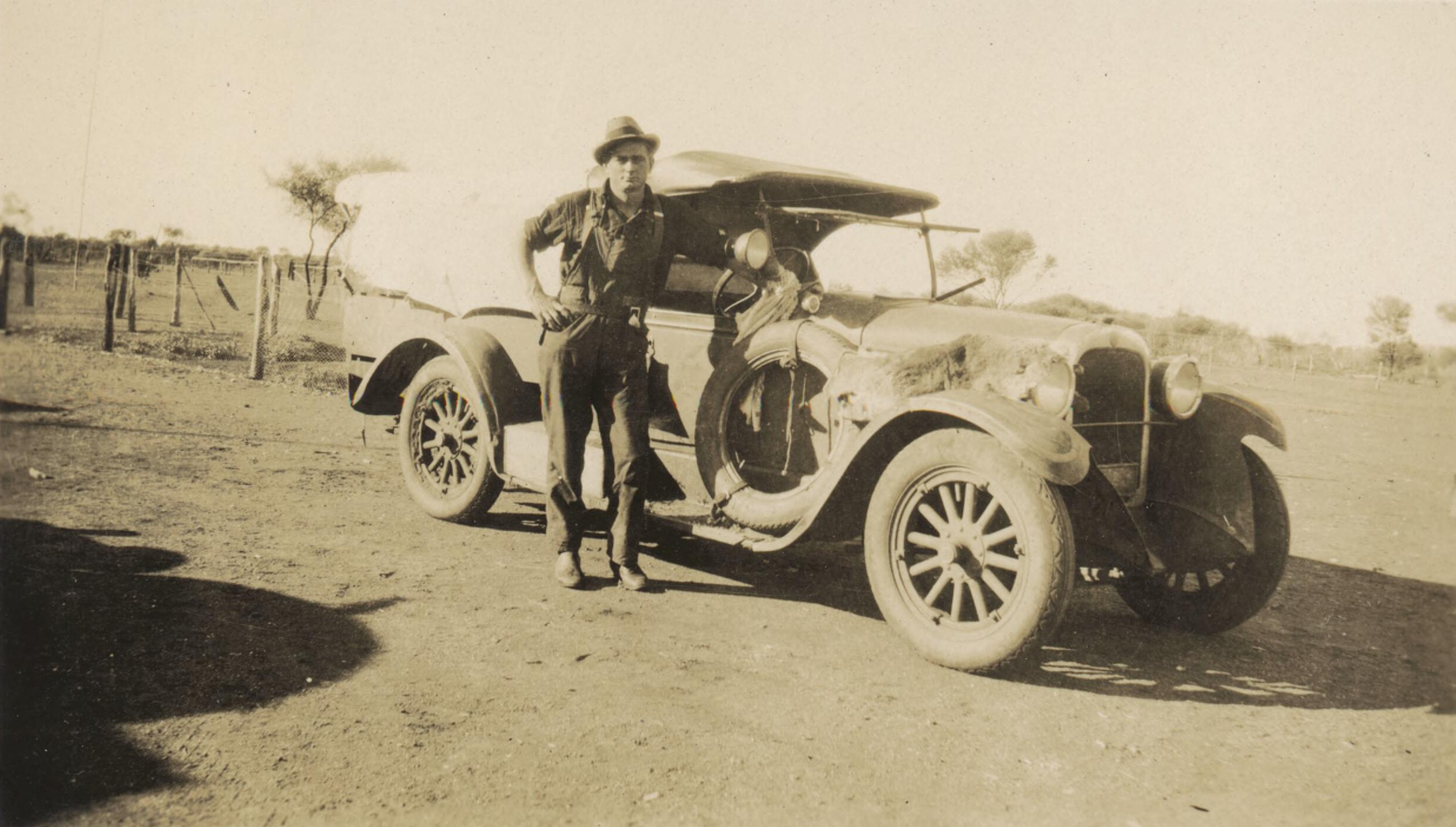
Snowy Rowles, impliqué dans les meurtres de Murchison, debout près de la voiture de James Ryan, photographie d'Arthur Upfield.

The Sands of Windee (Les Sables de Windee) bénéficie d'une notoriété macabre lorsqu'un proche d'Upfield se servit du scénario de ce roman, alors inédit, pour commettre trois assassinats, dans ce qui a été nommé l'affaire des meurtres de Murchison. 
Ces assassinats furent perpétrés dans les années 1930 par un éleveur itinérant du nom de Snowy Rowles, dans la région de clôture anti-lapins de l'ouest de l'Australie. L'affaire connut une notoriété particulière lorsqu'il s'avéra que Rowles avait utilisé la méthode décrite par Arthur Upfield dans son roman encore inédit, où Upfield explique comment se débarrasser d'un cadavre sans laisser de traces. 
Arthur Upfield travaille à l'époque le long de la clôture, son travail consistant à l'inspecter à cheval. Il décide alors d'écrire un roman policier avec un détective auquel il manque un cadavre pour faire son enquête. Or, pour les besoins de l'intrigue, il cherchait une façon satisfaisante de se débarrasser d'un corps. Sur les entrefaites, il discute du problème avec un de ses collègues, George Ritchie, qui lui propose la solution suivante : brûler le cadavre, tamiser les cendres pour en ôter les fragments d'os, dissoudre ceux-ci dans de l'acide, écraser les morceaux restants au mortier et répandre les cendres dans l'atmosphère. Restait ensuite le moyen pour Upfield de trouver comment son détective parviendrait à élucider le meurtre et à confondre le coupable. Il propose une livre sterling à Ritchie s'il parvient à trouver une faille dans sa méthode, mais ce dernier n'y parvint pas. 
Le développement de l'intrigue dépend pourtant de ce problème et lorsque Ritchie croise un jour Snowy Rowles, que lui et Upfield connaissaient déjà, il lui fit part de ses difficultés, comme il le faisait avec ses amis et ses collègues. 
Le 5 octobre 1929, Upfield, Ritchie, Rowles, le fils du responsable de la barrière et le cavalier chargé du tronçon nord sont tous présents à la ferme de Camel Station lorsqu'une fois de plus la discussion tourne autour du roman d'Upfield. Upfield lui-même devait affirmer que Rowles avait entendu parler de l'intrigue du roman avant cette date, mais la rencontre et la discussion furent ensuite évoquées comme preuves à charge devant le tribunal pour prouver que Rowles était parfaitement au courant de la méthode inventée par Ritchie.  
Le 8 décembre 1929, Rowles et deux hommes nommés James Ryan et George Lloyd quittent ensemble Camel Station.  Quelques jours plus tard, George Ritchie y retrouve Upfield et lui raconte qu'il vient de croiser un prospecteur nommé James Yates qui lui a raconté avoir rencontré Rowles, Ryan et Lloyd.  Rowles était au volant d'une voiture et il avait expliqué que ses deux compagnons étaient dans la brousse, où ils ramassaient du bois. Sur le moment, personne ne trouve à redire à propos de cet épisode, mais le fait que Yates n'ait aperçu que Rowles, seul, aura par la suite une grande importance, car personne ne devait revoir Lloyd et Ryan.
Le 24 décembre 1929, Upfield se trouve avec un collègue dans la petite ville de Youanmi (en) lorsqu'il croise Rowles qui lui dit que Ryan a décidé de rester à Mount Magnet et qu'il lui a prêté son véhicule ; il devait raconter à un autre témoin qu'il avait acheté le véhicule pour la somme de 80 livres sterling.
En 1929, un certain Louis Carron était arrivé dans la région de Murchison en compagnie d'un ami. Originaire de Nouvelle-Zélande, Carron avait trouvé du travail à Wydgee Station. En mai 1930, Carron quitte la station en compagnie de Snowy Rowles.
Rowles encaisse le chèque que Carron a reçu pour salaire dans une banque de Paynesville, à l'est de Mount Magnet.  L'ami de Carron lui envoie un télégramme avec une réponse pré-payée demandant des nouvelles de Carron, mais Rowles ne répond pas. Carron est un correspondant régulier, aussi ses proches s'inquiètent-ils rapidement de sa disparition. La région voit alors passer nombre de travailleurs itinérants et leurs allées et venues ne suscitent guère de curiosité, aussi c'est l'enquête sur la disparition de Carron qui finit par alerter l'opinion sur celle de Lloyd et de Ryan. Eux aussi avaient été vus pour la dernière fois en compagnie de Rowles. 
Les problèmes d'Upfield pour élaborer une intrigue cohérente étaient connus de tous et les policiers entendent rapidement parler de la méthode de Ritchie pour faire disparaître un cadavre. Ils trouvent les restes de Carron dans la cabine qui marque le mile 183 sur la clôture anti-lapin, qui peuvent être identifiés grâce notamment à une alliance en or.
L'officier de police Manning, chargé d'arrêter Rowles, découvre alors qu'il s'agit d'un certain John Thomas Smith, recherché par la police pour s'être échappé de la prison de Dalwallinu en 1928, où il avait été enfermé pour cambriolage. Manning peut donc légalement renvoyer Rowles en prison et continuer tranquillement son enquête.
Rowles n'eut à répondre que du meurtre de Carron. Ce dernier avait également changé de nom et s'était appelé Leslie George Brown.  Son épouse, Mme Brown, avait vu un joaillier à Auckland pour faire ajuster une alliance en or.  L'assistant du joaillier avait utilisé un morceau de métal de 9 carats pour souder l'anneau de 18 carats, erreur que le joaillier n'avait pas eu le temps de rectifier, ce qui laissa une marque distinctive par sa couleur sur le bijou ; cette caractéristique unique permit d'identifier les restes comme étant bien ceux de Carron. Upfield se souviendra du détail de la soudure dans un autre roman intitulé The New Shoe.
Les témoignages sur les actions de Rowles, le fait qu'il ait entendu parler de la méthode de Ritchie pour faire disparaître les cadavres et les mensonges de l'intéressé sur ses allées et venues se révèlent accablants. Il est clair que Rowles avait bel et bien commis les trois meurtres. Il fallut deux heures aux jurés pour rendre un verdict de culpabilité. Rowles, condamné à mort, fut pendu le 13 juin 1931. 
Peu après, Upfield termine The Sands of Windee et rédige également un livre sur l'affaire des meurtres de Murchison.

### Écrivain à plein temps
En 1931, il s'installe à Perth pour essayer de vivre de sa plume, puis en 1933, il travaille brièvement pour le quotidien The Herald à Melbourne. Au cours des années suivantes, il s'efforce de gagner tant bien que mal sa vie en écrivant des articles, des nouvelles et des romans policiers édités sous forme de feuilleton. En 1939, il occupe un poste de censeur du renseignement militaire. En 1941, Upfield et son épouse Anne se séparent, et l'écrivain se met en ménage avec Jessica Hawke, qui sera sa dernière compagne. Lorsque les romans d'Upfield sont publiés pour la première fois aux États-Unis en 1943, il peut enfin jouir d'une certaine sécurité financière et se consacrer entièrement à l'écriture de romans policiers. 

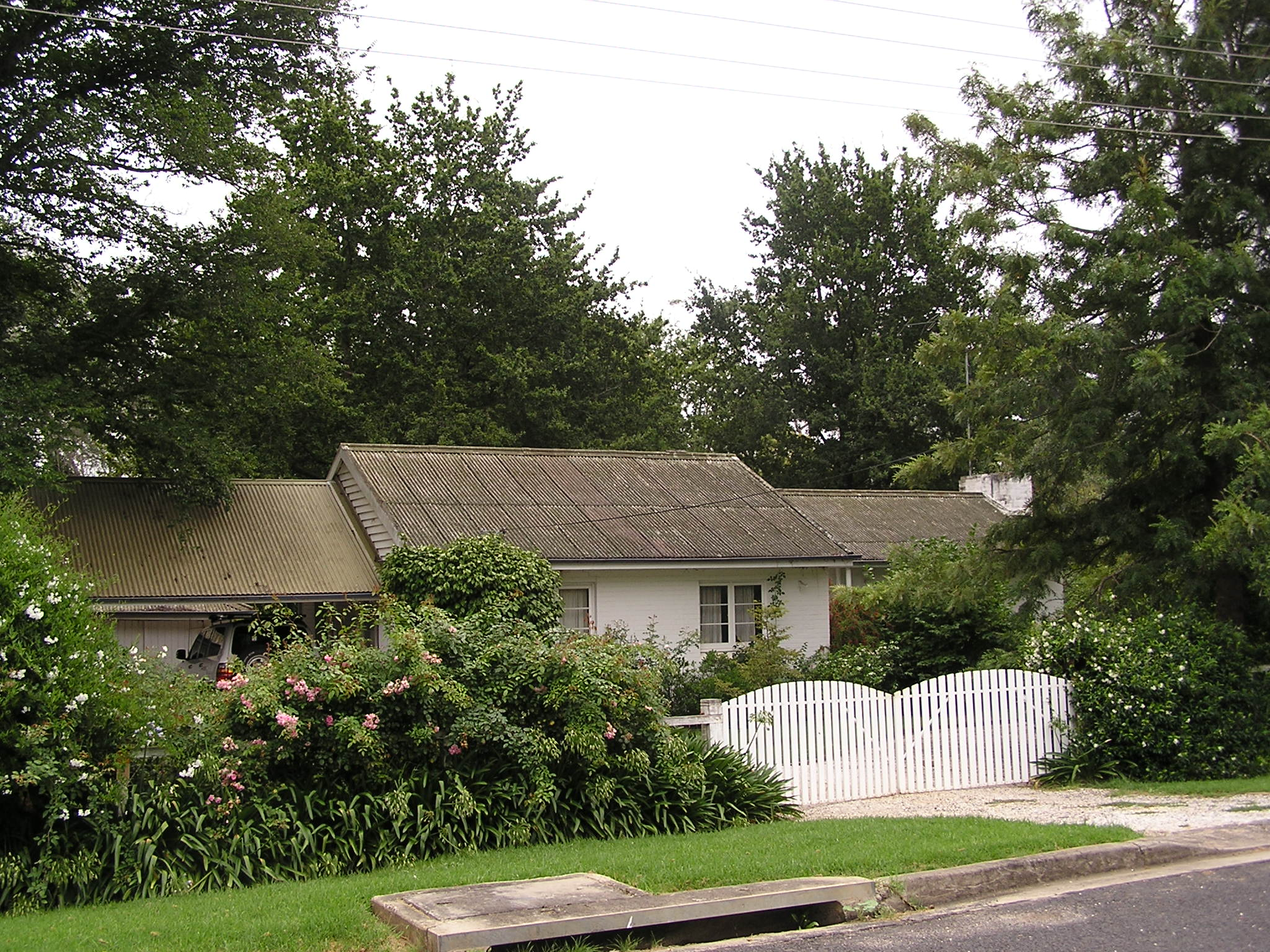
3 Jasmine Street, Bowral, la maison où Upfield vécut quelques années avant sa mort.

### Les dernières années
Vers la fin de sa vie, Upfield devient un membre éminent de la société géologique australienne, et participe à plusieurs expéditions scientifiques. Il prend la tête d'une importante expédition en 1948, qui explore les régions du Nord et de l'Ouest de l'Australie, notamment le cratère de Wolfe Creek qui sert de décor à un roman de 1962, intitulé The Will of the Tribe (La Loi de la tribu).
Upfield vit ensuite à Bermagui, en Nouvelle Galles du Sud, avant de s'installer au no 3 de Jasmin street, à Bowral. C'est là qu'il meurt, le 13 février 1964. La rédaction du roman inachevé auquel il travaillait, The Lake Frome Monster (Le Monstre du lac Frome), publié en 1966, est confiée à J.L. Price et Dorothy Stange.
En 1957, Jessica Hawke publie une biographie d'Upfield intitulée  Follow My Dust! (Suivez ma poussière). Certains critiques estiment qu'il s'agit en fait d'une œuvre d'Upfield.

### L'inspecteur Napoléon Bonaparte
Il s'agit du personnage récurrent de vingt-neuf romans d'Upfield publiés entre la fin des années 1920 et les années 1960.
Bony est un métis, de mère aborigène et de père européen inconnu. Sa mère est assassinée alors qu'il a à peine quelques mois. Recueilli auprès du cadavre de celle-ci, il est placé dans l'orphelinat d'une mission chrétienne où il est baptisé du nom de Napoléon Bonaparte lorsqu'on le retrouve en train de mâcher une biographie de l'empereur. Il sera ensuite mieux connu sous le surnom de "Bony". Il possède un master en criminologie de l'université de Brisbane. Son âge n'est pas explicitement mentionné, mais il semble avoir la quarantaine, et la cinquantaine dans les derniers romans ; sa femme, Mary, est également métissée et ses trois fils sont adultes. Bien qu'il soit rattaché à la police du Queensland, ses enquêtes le mènent sur l'ensemble du territoire australien. Bony utilise un mélange d'intuition aborigène et de logique occidentale pour résoudre ses enquêtes. Reconnaissant que les Aborigènes lui sont nettement supérieurs dans le bush, il fait régulièrement appel à eux pour l'assister.

## Œuvre

### Romans

#### SérieNapoléon Bonaparte

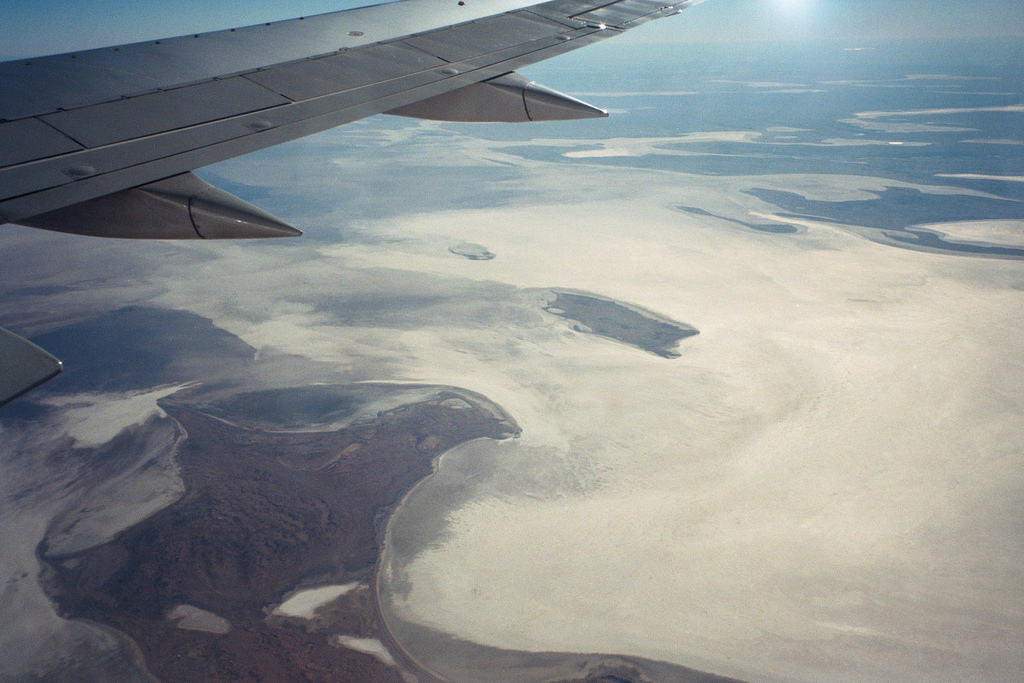
Le Lac Eyre, décor de la troisième enquête de Bony, Des ailes au-dessus du Diamantina (1936).

1. The Barrakee Mystery / The Lure of the Bush (1929)  Ce roman, inédit en français, met en scène pour la première fois l'inspecteur Napoléon Bonaparte, qui mène une enquête sur la mort d'un chef aborigène à Wilcannia, dans le comté du Darling Central.

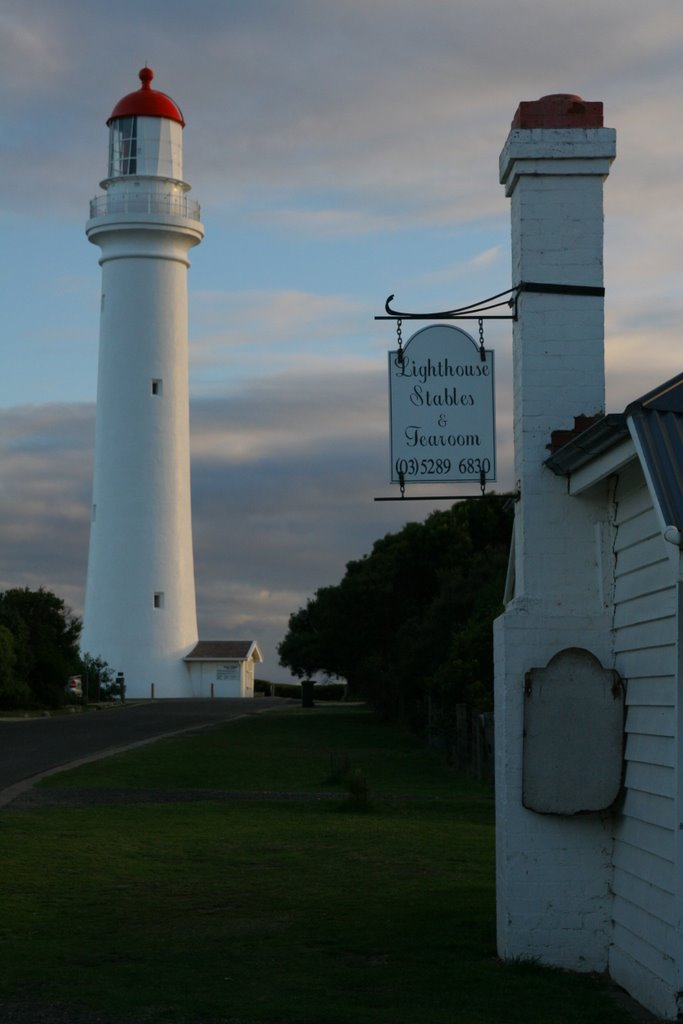
Le phare d'Aireys Inlet où se déroule l'enquête de Chausse-trappe (1951).

2. The Sands of Windee (1931) Publié en français sous le titre Les Sables de Windee, Paris, 10/18, coll. « Grands Détectives » no 2550, 1994  (ISBN 2-264-01991-3)  Deuxième enquête de l'inspecteur Napoléon Bonaparte sur la mystérieuse disparition de Luke Marks.
3. Wings Above the Diamantina / Wings Above the Claypan / Winged Mystery (1936) Publié en français sous le titre Des ailes au-dessus du Diamantina, Paris, 10/18, coll. « Grands Détectives » no 2696, 1996  (ISBN 2-264-02201-9)  Quatrième enquête de Bony menée avec l'aide d'un chef aborigène dans la région du lac Eyre.
4. M. Jelly’s Business / Murder Down Under (1937) Publié en français sous le titre Le Business de M. Jelly, Paris, 10/18, coll. « Grands Détectives » no 2933, 1998  (ISBN 2-264-02671-5)  Troisième enquête de Bony d'abord publiée sous forme de feuilleton de 1932 à 1933. L'action se passe à Burracoppin, Western Australia (en) et Merredin, à l'est de Perth, dans une zone de culture du blé le long de la clôture anti-lapins. La gare de chemin de fer et la canalisation d'eau évoquées ont peu changé depuis l'époque où Upfield travaillait à défricher la brousse près de Burracoppin. Bony, en vacances dans la région, prête main-forte à un policier qui enquête sur la disparition du fermier George Loftus. Une enquête secondaire vient complexifier ce roman.
5. Winds of Evil (1937) Publié en français sous le titre Un vent du diable, Paris, 10/18, coll. « Grands Détectives » no 2971, 1998  (ISBN 2-264-02732-0)  Cinquième enquête de Bony qui le mène en Nouvelle-Galles du Sud, non loin de Broken Hill où il enquête sur des meurtres par strangulation.
6. The Bone Is Pointed (1938) Publié en français sous le titre L'os est pointé, Paris, 10/18, coll. « Grands Détectives » no 2449, 1994  (ISBN 2-264-01964-6)  Sixième enquête de Bony, cette fois déterminé à percer le mystère de la disparition de Jeffrey Anderson, au grand dam d'une communauté ravie d'être débarrassée d'un personnage peu sympathique.
7. The Mystery of Swordfish Reef (1939) Publié en français sous le titre Le Récif aux espadons, Paris, 10/18, coll. « Grands Détectives » no 3179, 2000  (ISBN 2-264-02903-X)  L'enquête a pour décor Bermagui, en Nouvelle-Galles du Sud; la barrière de corail part de la réserve naturelle de l'île Montague. L'intrigue s'inspire de faits réels : la disparition en 1880 du géologue Lamont Young en Nouvelle-Galles du Sud, dans un endroit du littoral qui prendra ensuite le nom de Mystery Bay. Sorti de son élément naturel qui est le bush australien, Bony enquête sur le meurtre d'un officier de Scotland Yard dont le crâne perforé de balles a fait surface dans le filet d'un chalutier et sur la disparition de ses compagnons.
8. Bushranger of the Skies / No Footprints in the Bush (1940) Publié en français sous le titre Pas de traces dans le bush, Paris, 10/18, coll. « Grands Détectives » no 2504, 1994  (ISBN 2-264-01963-8) ; réédition, Paris, Éditions Cercle polar, coll. « Mystère », 2001  (ISBN 2-7441-4956-X)  Bony enquête sur la mort d'un officier de police mitraillé depuis un avion dans le désert intérieur australien.

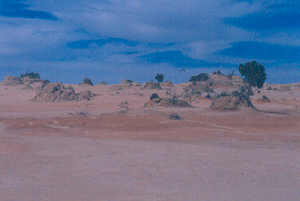
Le lac Mungo sert de toile de fond à l'enquête de Mort d'un trimardeur (1945).

1. Death of a Swagman (1945) Publié en français sous le titre Mort d'un trimardeur, Paris, 10/18, coll. « Grands Détectives » no 2345, 1993  (ISBN 2-264-01762-7)  Le récit se déroule dans la région du lac Mungo où Bony enquête sur un assassinat en apparence banal d'un trimardeur.
2. The Devil's Steps (1946) Publié en français sous le titre L'Empreinte du diable, Paris, 10/18, coll. « Grands Détectives » no 2293, 1992  (ISBN 2-264-01653-1)  Alors que la police se révèle inefficace, Bony est appelé par les autorités australiennes afin d'enquêter pour le compte du contre-espionnage militaire à Melbourne et dans la région.
3. An Author Bites the Dust (1948) Publié en français sous le titre Un écrivain mord la poussière, Paris, 10/18, coll. « Grands Détectives » no 3219, 2000  (ISBN 2-264-02898-X)  La mort de l'écrivain et critique littéraire Mervyn Blake est ici prétexte à une satire du milieu littéraire australien.
4. The Mountains Have a Secret (1948) Publié en français sous le titre Crime au sommet, Paris, 10/18, coll. « Grands Détectives » no 2895, 1997  (ISBN 2-264-02352-X)  Le récit permet d'explorer les monts Grampians. Lorsque le policier chargé d'élucider la mort de deux auto-stoppeuses est à son tour assassiné, l'enquête est confiée à Bony.
5. The Widows of Broome (1950) Publié en français sous le titre Les Veuves de Broome, Paris, 10/18, coll. « Grands Détectives » no 2662, 1995  (ISBN 2-264-02202-7)  Dans la ville éponyme, Bony traque un dangereux tueur en série qui s'attaque aux veuves de la petite communauté isolée.
6. The Bachelors of Broken Hill (1950) Publié en français sous le titre Les Vieux Garçons de Broken Hill, Paris, 10/18, coll. « Grands Détectives » no 3382, 2002  (ISBN 2-264-02899-8)  Une inquiétante épidémie de meurtres qui touche uniquement les célibataires de Broken Hill requiert les talents de Bony.

1. The New Shoe (1951) Publié en français sous le titre Chausse-trappe, Paris, 10/18, coll. « Grands Détectives » no 2848, 1997  (ISBN 2-264-02353-8)  Le roman décrit les environs d'Aireys Inlet. Un cadavre est découvert emmuré dans le phare de Split Point.
2. Venom House (1952) Publié en français sous le titre La Maison maléfique, Paris, 10/18, coll. « Grands Détectives » no 3136, 1999  (ISBN 2-264-02902-1)  En enquêtant sur la mort de Mme Answerth dans une petite ville côtière au sud de Brisbane, Bony découvre que la maison de la victime a été le théâtre de bien d'autres horreurs.
3. Murder Must Wait (1953) Publié en français sous le titre Le meurtre est secondaire, Paris, 10/18, coll. « Grands Détectives » no 2815, 1997  (ISBN 2-264-02351-1)  Des enfants en bas âge disparaissent mystérieusement dans une petite ville de la Nouvelle-Galles du Sud.
4. Death of a Lake (1954) Publié en français sous le titre La Mort d'un lac, Paris, 10/18, coll. « Grands Détectives » no 2227, 1991  (ISBN 2-264-01652-3)  Sur les bords d'un lac qui se meurt à cause de la sécheresse, Bony enquête incognito sur la mort de Ray Gillen, gagnant du gros lot.
5. Sinister Stones / Cake in the Hat Box (1955) Publié en français sous le titre Sinistres Augures, Paris, 10/18, coll. « Grands Détectives » no 2388, 1993  (ISBN 2-264-01891-7)  Roman nommé en 1956 pour le Cross Red Herring Award. Upfield choisit cette fois le Kimberley comme décor à son roman. Dans cette enquête, Bony va prouver l'innocence du pisteur aborigène Jack Musgrave, faussement soupçonné de meurtre.
6. The Battling Prophet (1956) Publié en français sous le titre Le Prophète du temps, Paris, 10/18, coll. « Grands Détectives » no 3519, 2003  (ISBN 2-264-02900-5)  Le récit a pour décor un lieu sacré des aborigènes, le fleuve Murray. Bony soupçonne que le décès du météorologiste alcoolique Ben Wickham n'est pas un accident.
7. The Man of Two Tribes (1956) Publié en français sous le titre L'Homme des deux tribus, Paris, 10/18, coll. « Grands Détectives » no 2226, 1991  (ISBN 2-264-01654-X)  Lorsque Myra Thomas descend du train en chemise de nuit au milieu du désert australien et disparaît, Bony entreprend une longue traque dans ce milieu hostile dans l'espoir de la retrouver.
8. Bony Buys a Woman / The Bushman Who Came Back (1957) Publié en français sous le titre Le Retour du broussard, Paris, 10/18, coll. « Grands Détectives » no 2721,  (ISBN 2-264-02349-X)  Acclamé comme le livre de l'année par le  Ellery Queen's Mystery Magazine et nommé pour l'Edgar du meilleur roman. Le décor est de nouveau l'intérieur australien. Bony part à la recherche du meurtrier d'une femme et de sa fillette disparue.
9. Bony and the Mouse / Journey to the Hangman (1959) Publié en français sous le titre Du crime au bourreau, Paris, 10/18, coll. « Grands Détectives » no 2639, 1995  (ISBN 2-264-02200-0)  Le récit mène Bony en Australie-Occidentale où, se faisant passer pour un dresseur de chevaux, il enquête discrètement sur des meurtres en série.
10. Bony and the Black Virgin / The Torn Branch (1959) Publié en français sous le titre La Branche coupée, Paris, 10/18, coll. « Grands Détectives » no 2569, 1994  (ISBN 2-264-02082-2)  L'enquête a pour décor l'imaginaire lac Jane dans le bassin Murray-Darling, au cours d'une terrible sècheresse. Bony doit trouver le meurtrier qui a sauvagement battu à mort deux saisonniers dans un élevage de moutons.
11. Bony and the Kelly Gang / Valley of Smugglers (1960) Publié en français sous le titre Bony et la Bande à Kelly, Paris, 10/18, coll. « Grands Détectives » no 3281, 2000  (ISBN 2-264-02901-3)  L'enquête incorpore des éléments empruntés à la légende de Ned Kelly. Bony, qui se fait passer cette fois pour un voleur de chevaux, enquête sur la mort d'un agent du gouvernement, assassiné alors qu'il recherchait des distilleries clandestines.
12. Bony and the White Savage (1961) Publié en français sous le titre Bony et le Sauvage blanc, Paris, 10/18, coll. « Grands Détectives » no 2762, 1996  (ISBN 2-264-02350-3)  Bony traque un psychopathe au fin fond de l'Australie occidentale.
13. The Will of the Tribe (1962) Publié en français sous le titre La Loi de la tribu, Paris, 10/18, coll. « Grands Détectives » no 2315, 1992  (ISBN 2-264-01763-5)  L'enquête a pour décor le cratère de Wolfe Creek dans lequel on a retrouvé le cadavre d'un inconnu dont Bony va devoir expliquer la mort.
14. Madman’s Bend / The Body at Madman's Bend (1963) Publié en français sous le titre Le Méandre du fou, Paris, 10/18, coll. « Grands Détectives » no 3035, 1999  (ISBN 2-264-02797-5) Bony enquête sur le meurtre d'un alcoolique violent qu'un grand nombre de suspects auraient eu plaisir à tuer, au moment où la rivière Darling cause de graves inondations.
15. The Lake Frome Monster (1966) Publié en français sous le titre Le Monstre du lac Frome, Paris, 10/18, coll. « Grands Détectives » no 2601, 1995  (ISBN 2-264-02199-3) Roman posthume. À la frontière de trois États australiens, Bony s'engage comme travailleur à l'entretien d'une clôture érigée contre les dingos, afin de mener une enquête incognito sur le meurtre d'un professeur passionné de photographie.

#### Autres romans
- The House of Cain (1928)
- The Beach of Atonement (1930)
- A Royal Abduction (1932)
- Gripped by Drought (1932)
- The Great Melbourne Cup Mystery (1996) Publié en français sous le titre The Melbourne Cup Mystery, La Tour-d'Aigues, Éditions de l'aube, coll. « L'Aube noire », 1998  (ISBN 2-87678-458-0) ; réédition sous le titre Le Pari fou à la Melbourne Cup, La Tour-d'Aigues, Éditions de l'Aube, coll. « Aube poche », 2004  (ISBN 2-7526-0036-4)  Roman écrit en 1933 et publié plus de trente ans après la mort de l'auteur.

### Autre publication
- The Murchison Murders (1934), essai sur l'affaire des meurtres de Murchison

## Postérité

### Influence littéraire
Upfield est considéré comme un des pionniers sinon l'inventeur du « polar ethnologique », dans lequel la connaissance d'une civilisation est essentielle au détective s'il veut pouvoir décoder des indices dans un paradigme étranger à celui de la culture occidentale. Tony Hillerman s'est souvenu de l'œuvre d'Upfield en créant l'inspecteur Jim Chee, un policier Navajo, selon une recette qui sera reprise par Eliot Pattison (Les enquêtes de Shan Tao Yun).

### Réception critique
Les romans d'Upfield lui valent l'estime d'autres romanciers. En 1987, H. R. F. Keating classe The Sands of Windee (1931) dans la liste des cent meilleurs romans policiers publiés.  J.B. Priestley disait de lui : « Si vous aimez les policiers qui ne se contentent pas de poser des devinettes, mais qui offrent des personnages solidement campés dans des décors vraisemblables et qui échappent aux formules stéréotypées du genre, alors Upfield est l'homme qu'il vous faut. » D'autres critiques trouvent que son style est un peu alambiqué. Le principal intérêt de ses œuvres est la peinture qu'elles brossent de l'intérieur australien entre les années 1930 et 1950. 
Les romans d'Upfield connaissent un vif succès d'abord en Angleterre, et plus tard aux États-Unis où l'éditeur Doubleday a l'idée de publier quelques titres destinés aux soldats américains postés dans le Pacifique ; ces derniers, envoyés en permission en Australie, se faisaient ainsi une idée de l'environnement qui les attendait là-bas. Le succès est immédiat auprès du public américain. The Widows of Broome (1950) se vend dès sa parution à plus d'un million d'exemplaires. 
Dans les années cinquante, la série des Bony est traduite en allemand et paraît dans la collection Rote Reihe. En France, c'est Tony Hillerman qui fait découvrir l'œuvre policière d'Upfield à Jean-Claude Zylberstein à la fin des années 1980. Le premier roman traduit en français paraît en 1991, à une époque où Upfield est quasiment tombé dans l'oubli en Australie. 
En Australie il est longtemps snobé par le milieu littéraire en raison de son intérêt pour les aborigènes et leur culture. Sensible à ce mépris, Upfield l'exploite en 1948 dans l'intrigue du roman, An Author Bites the Dust (Un écrivain mord la poussière) pour se moquer de l'intelligentsia australienne. Les romans d'Upfield, parus à une époque où le racisme envers les Aborigènes les rendait suspects, ont été ironiquement critiqués ensuite par certains écrivains aborigènes qui leur reprochent des inexactitudes dans leur peinture des coutumes et des croyances des autochtones.

### Adaptations
De 1972 à 1973, Fauna Production tourne une série de 26 épisodes basée sur les romans d'Upfield. Après avoir longuement cherché un acteur métissé, les producteurs proposent le rôle de l'inspecteur Napoléon Bonaparte à l'acteur anglais Jon Finch.  Lorsque celui-ci a un empêchement, John McCallum prend l'avion pour Londres et a la chance de pouvoir s'entretenir avec l'acteur néo-zélandais James Laurenson (en) qui est sur le point de quitter la ville. Laurenson prend immédiatement l'avion pour l'Australie et passe le plus clair du vol à lire la série des romans d'Upfield.  
La série s'intitule Boney (voir Boney (TV series) (en), en partie pour souligner le jeu de mots, en partie pour honorer l'intention première d'Upfield, déjouée par une coquille sur la couverture de la première édition. La plupart des épisodes sont basés sur un des romans, même si l'adaptation reste souvent très libre. Deux scénarios sont originaux. Cinq des romans n'ont pas été adaptés et mis de côté au cas où la série connaîtrait une troisième saison.  Les romans qui ont été réédités à l'occasion de la diffusion de la série adoptent l'orthographe « Boney » sur la couverture et « Bony » dans le corps du texte ; ils sont illustrés d'une scène de l'épisode télévisé correspondant.

## Sources
- Claude Mesplède (dir.), Dictionnaire des littératures policières, vol. 1 : A - I, Nantes, Joseph K, coll. « Temps noir », 2007, 1054 p. (ISBN 978-2-910686-44-4, OCLC 315873251), p. 258-259 (Napoléon « Bony » Bonaparte).
- Claude Mesplède (dir.), Dictionnaire des littératures policières, vol. 2 : J - Z, Nantes, Joseph K, coll. « Temps noir », 2007, 1086 p. (ISBN 978-2-910686-45-1, OCLC 315873361), p. 921-922 (Arthur Upfield).
- (en) John Reilly, Twentieth-century crime and mystery writers, New York, St. Martin's Press, juin 1985, 2e éd., 1094 p. (ISBN 978-0-312-82418-1), p. 860-861.